# 펭수로 하겠습니다
〈펭수로 하겠습니다〉(영어: This is Pengsoo)는 펭수가 2020년 4월 21일에 발매한 앨범 《빌보드 프로젝트 vol.1》에 들어가 있는 수록곡이다. 타이거 JK, 비지, 비비와 함께 만든 펭수의 첫 앨범이다.
4월 17일과 20일, 《자이언트 펭TV》에서 필굿뮤직의 타이거 JK와 비지, 비비를 만나 녹음하는 에피소드가 방영되었으며, 지니뮤직이 4월 21일 오후 6시에 음원을 공개하였다. 음원이 공개되지 마자 실시간 차트에 진입하여 저녁 8시 기준 멜론 46위, 지니 4위, 소리바다 25위, 벅스 2위 등을 기록하였고, 22일 오전 9시 기준으로 지니와 벅스 실시간 차트에서 1위에 올랐다. 펭수는 22일 인스타그램 스토리를 통하여 "여러분들 정말 정말 정말 감사하고 사랑합니다. 펭러뷰"라고 소감을 밝혔다.
펭수는 2020년 5월 1일 방영된 《유희열의 스케치북》에 출연하여 타이거 JK와 비지, 비비와 함께 이 곡을 라이브로 공연하였다.

## 같이 보기
- 펭수
- 자이언트 펭TV